# Arthur Yorinks
Arthur Yorinks (* 21. August 1953 in Roslyn, NY) ist ein amerikanischer Kinderbuchautor, Dramatiker und Theaterregisseur. Das von Yorinks geschriebene und von Richard Egielski illustrierte Buch Hey, Al erhielt 1987 die Caldecott Medal, die höchste Auszeichnung für amerikanische Kinderbücher.

## Leben und Werk
Arthur Yorinks studierte an der Reformuniversität New School for Social Research sowie am Hofstra New College. 1979 gründete er The Moving Theater, 1990 zusammen mit Maurice Sendak das Kindertheater The Night Kitchen (benannt nach Sendaks Kinderbuch In the Night Kitchen), das 1993 seine erste Premiere hatte.
Yorinks hat bisher 16 Kinderbücher geschrieben. Seine Stücke wurden unter anderem am Kennedy Center (So, Sue Me) und am TriBeCa Performing Arts Center in New York (It's Alive, 1994) aufgeführt. Für die vielgespielten Opern The Juniper Tree und The Fall of the House of Usher von Philip Glass verfasste Yorinks das Libretto. Yorinks lebt mit seiner Frau in Manhattan.